# Pachydema wollastoni
Pachydema wollastoni es una especie de coleóptero de la familia Scarabaeidae.

## Distribución geográfica
Es endémica de Fuerteventura, en las islas Canarias (España).